# W76 (Kernwaffe)

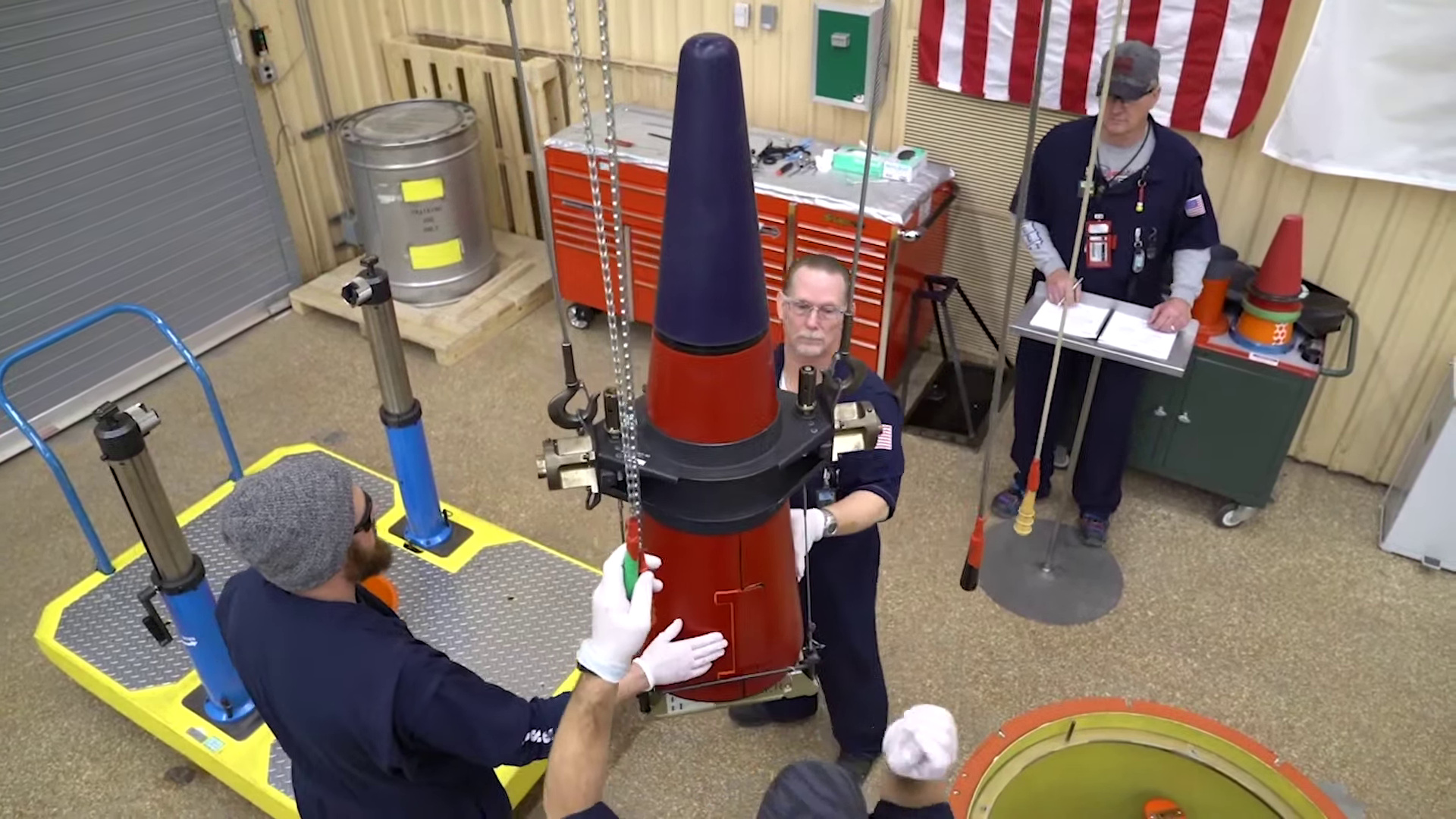
Hülle einer W76-1-Atombombe

Der W76 ist ein thermonuklearer Gefechtskopf der USA und Großbritanniens. Der W76-0 und seine modernisierte Form W76-1 stellen derzeit die Hauptkomponente und damit auch den größten Teil des strategischen Kernwaffenarsenals der USA. Er ist neben dem W88 der zweite Sprengkopf, welcher auf der Trident II D-5 zum Einsatz kommt.

## Geschichte

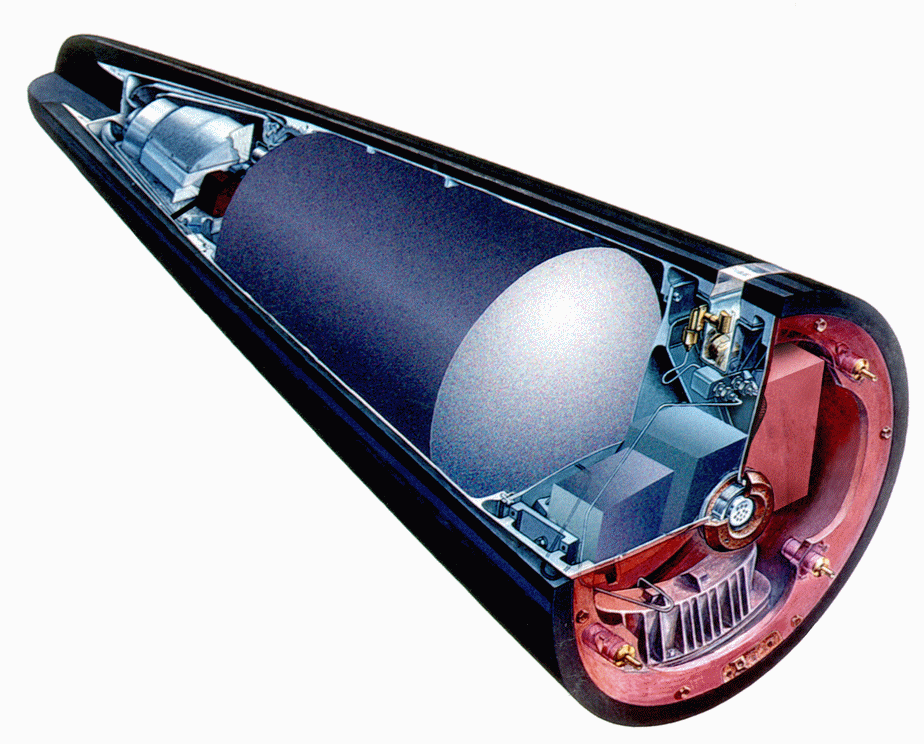
Der W76-Sprengkopf und der Mk-4-Wiedereintrittsflugkörper (Schnittzeichnung) – Bild vom Los Alamos National Laboratory

Mit Beginn der Entwicklung der Trident SLBM für die ebenfalls in Entwicklung befindlichen Ohio-Klasse-SSBN benötigten die USA einen neuen leichten Sprengkopf für dieses Waffensystem. Die Entwicklung des W76 begann im Mai 1973. Während der Entwicklung gab es einige Probleme mit dem W76, so zündete der Sprengkopf bei einem Test auf der Nevada Test Site nur mit geringer Sprengkraft und es wurde eine Anfälligkeit des Zündsystems gegenüber den Auswirkungen von nuklearen Angriffen festgestellt. Im Juni 1978 wurden die ersten Sprengköpfe fertiggestellt und im darauffolgenden November begann die Massenfertigung. Die Entwicklung kostete 128 Millionen US-Dollar. Die Mk.4-Wiedereintrittsköpfe wurden von Lockheed Missiles & Space seit 1977 produziert. Die Endfertigung der W76/Mk.4 fand in der PANTEX-Einrichtung des Department of Energy in Texas statt. Im Jahr 1978 wurden die ersten Sprengköpfe auf Trident-I-Raketen in Dienst gestellt. Im Juli 1987 wurde die Produktion eingestellt, bis dahin wurden 3.400 Sprengköpfe produziert. Die Fertigung der Mk.4-Wiedereintrittsköpfe endete bei Lockheed-Martin nach 23 Jahren Mitte 2000 mit etwa 5.000 produzierten Einheiten.
Der W76 steht seit langer Zeit in der Kritik, unzuverlässig zu sein, insbesondere nach dem Moratorium für Kernwaffentests im Jahr 1992. Das liegt vor allem am „Radiation Case“ (Strahlungskäfig), welcher den Kernfusionsbrennstoff enthält. Die Wandung dieses Uranzylinders ist laut Aussagen von Entwicklern des Los Alamos National Laboratory an einigen Stellen nur so dick wie jene einer Bierdose, auch wenn sie durch einen Spezialkunststoff gestützt wird. Die Aufgabe dieses Zylinders ist es, nach Zündung des „Primaries“ (dem Kernspaltungsteil der Waffe) für einige Sekundenbruchteile Röntgenstrahlung zu reflektieren, welche die Energie zur Zündung des Fusionsbrennstoffes bereitstellt. Es gibt aber Zweifel, dass der Zylinder in diesem Zeitraum seine Form behält. Schon kleinste Abweichungen könnten zu Turbulenzen führen, welche die Einleitung der Kernfusion verhindern würden und der W76 somit nur mit geringer Sprengkraft detonieren würde.
Daher wurde seit Anfang der 90er Jahre an der Modernisierung des Sprengkopfes gearbeitet. Ab dem Jahr 2000 wurden die Pläne für die Modernisierung konkretisiert, mit dem Ziel, im Fiskaljahr 2007 den ersten modernisierten Sprengkopf W76-1/Mk4A auszuliefern. Die Modernisierung beinhaltet unter anderem einen neuen Neutronengenerator, ein neues System zum Scharfmachen und Zünden des Sprengkopfes (Arming and Fusing Subsystem, AFS) und einen besseren Schutz vor Schockbelastungen. Zum ersten Mal wurde hier bei einem Kernwaffenprojekt der USA auf eine drastische Kostenoptimierung geachtet. Das von Sandia National Laboratories entwickelte neue Zündsystem soll dem Sprengkopf neben einer erhöhten Sicherheit und Zuverlässigkeit auch neue Zündoptionen verschaffen. So ist der verbesserte Sprengkopf nun auch zur Kontaktzündung bei erhöhter Zielgenauigkeit im Stande, so dass er nun auch gegen „harte Ziele“ wie Raketensilos verwendet werden kann. Seit 2008 ist die gesamte SLBM-Flotte auf die Trident II D-5 umgerüstet, sodass nach Abschluss der Modernisierung auf den W76-1/Mk4A-Standard alle Raketen die Fähigkeit haben werden, harte Ziele zu bekämpfen, wie ursprünglich für das System gefordert. Von den etwa 3.000 W76-0/Mk4-Sprengköpfen, welche 2007 noch im aktiven und inaktiven Bestand der USA waren, sollen rund 2.000 auf den neuen Standard W76-1/Mk4A gebracht werden. Das Programm soll bis 2021 dauern und rund 6 Milliarden USD kosten. Ende des Jahres 2008 befanden sich 718 W76-0/Mk4 sowie 50 W76-1/Mk4A im aktiven Atomwaffenbestand der USA (plus 40/10 als Ersatz). Die restlichen Sprengköpfe gehören dem inaktiven Bestand an. Jede Trident II (D5) trägt derzeit 4 bis 6 Sprengköpfe, kann aber bis zu 14 tragen.
Ursprünglich gab es Pläne, den W76-1 durch einen neuen Sprengkopf im Rahmen des Reliable Replacement Warhead (RRW)-Programmes zu ersetzen. Dieses Programm wurde aber im Jahr 2007 und 2008 vom US-Kongress abgelehnt. Die Regierung unter US-Präsident Barack Obama hat erklärt, die USA werden keine neuen Kernwaffen bauen. Daher werden in Zukunft die Arbeiten an den Life Extension-Programmen (LEP, Einsatzzeitverlängerungsmaßnahmen) der Sprengköpfe ausgeweitet. Im Jahr 2009 wurden vom US-Kongress 13 Millionen US-Dollar bereitgestellt, um ein neues Zündsystem für verschiedene US-Kernwaffen zu entwickeln. Derzeit ist geplant, den W76-1/Mk4A im Jahr 2039 mit dem neuen System auszustatten.
Der Sprengkopf ist der einzige Typ von Kernwaffe, welcher derzeit von Großbritannien einsatzbereit gehalten wird. Auch die britischen Sprengköpfe werden zum W76-1/Mk.4A-Standard modernisiert. Wie die amerikanischen Sprengköpfe, sind auch die britischen auf Trident-II-Raketen stationiert, auf U-Booten der Vanguard-Klasse.

## Design
Der W76-0 ist ein zweistufiger Sprengkopf nach dem Teller-Ulam-Design. Er enthält einen Deuterium-Tritium-geboosteten Implosionssprengsatz als erste Stufe („Primary“) mit Plutonium als Spaltmaterial mit einem Beryllium Neutronen-Reflektor. Zum Zünden des Kerns kommt der polymer-gebundener Sprengstoff PBX-9501 zum Einsatz. Die Kernfusionstufe („Secondary“) enthält Lithiumdeuterid (mit 6Li) in einem Mantel aus angereichertem Uran. Diese Stufe ist von einem dünnwandigen Zylinder aus Uran und einer Schicht aus Kunststoff umgeben, dem sogenannten „Radiation Case“, welche nach der Zündung der ersten Stufe Röntgenstrahlung reflektieren soll. Diese liefert die Energie zur Zündung der Kernfusion. Der Sprengkopf ist sowohl zur Kontakt- als auch Höhenzündung in der Lage.
Im Rahmen der Modernisierung zum W76-1/Mk.4A-Standard erhalten die Sprengköpfe ein neues Zündsystem names MC4700. Dieses System erlaubt es dem Sprengkopf, Flugbahnabweichungen zu ermitteln und seine Explosionshöhe im Gegensatz zum alten System mit fest vorgegebener Explosionshöhe entsprechend anzupassen. Dadurch werden die Einsatzmöglichkeiten des Sprengkopfes gegen harte Ziele wie Raketensilos erheblich gesteigert.

## Daten
| Sprengsatz                     | W76-0                         | W76-1                                 |
| ------------------------------ | ----------------------------- | ------------------------------------- |
| Wiedereintrittskopf (RV)       | Mk4                           | Mk4A                                  |
| Status                         | aktiver Bestand               | aktiver Bestand                       |
| Betreiber                      | United States Navy            | United States Navy                    |
| Entwickler                     | LANL                          | LANL                                  |
| Entwicklungsbeginn             | Mai 1973                      | 2000                                  |
| Produktionsbeginn              | April 1978                    | Mitte 2007                            |
| Produktionsende                | Juli 1987                     | vor. 2020                             |
| Produzierte Stückzahl          | 3400                          | etwa 2000 geplant (aus W76-0-Bestand) |
| Im verfügbaren US Bestand 2017 | 385                           | 1215                                  |
| Design                         | Teller-Ulam, zweistufig       | Teller-Ulam, zweistufig               |
| Masse mit RV                   | 91,7 kg                       | kA                                    |
| Länge mit RV                   | kA                            | kA                                    |
| Maximaler Durchmesser mit RV   | kA                            | kA                                    |
| Sprengkraft                    | 100 kt                        | 100 kt                                |
| Trägersystem                   | Trident I C-4, Trident II D-5 | Trident II D-5                        |
| Anzahl pro Träger              | 1 bis 8 (möglich 12)          | 1 bis 8 (möglich 12)                  |
| Streukreisradius               | etwa 100 m bis 375 m          | etwa 100 m                            |